# Constantin Igoumnov
Pour les articles homonymes, voir Igoumnov.
Constantin Nikolaïevitch Igoumnov (en russe : Константин Николаевич Игумнов) est un pianiste russe né le 1er mai 1873 à Lebedian, actuellement dans l'oblast de Lipetsk, et mort le 24 mars 1948 à Moscou.

## Biographie
Né dans une famille de commerçants, il commence à apprendre le piano à l’âge de quatre ans. En 1887 il fait ses études avec Nikolaï Zverev, et un an plus tard, il entre au Conservatoire de Moscou, où ses professeurs sont Alexandre Siloti et Pavel Pabst (piano), Sergueï Taneïev, Anton Arenski et Mikhaïl Ippolitov-Ivanov (théorie de la musique et composition), Vassili Safonov (musique de chambre). À partir de 1892, il apprend également l’histoire et la philologie à l’Université de Moscou. En 1894 Igoumnov termine le Conservatoire et obtient une médaille d’or ; la même année il débute comme soliste. En 1895, il participe au Concours Rubinstein qui se déroule à Berlin et y obtient un diplôme.
À partir de 1896, Igoumnov se produit souvent à Moscou en concert, et trois ans plus tard, il enseigne au Conservatoire où il est également directeur en 1924-1929. Il participe aux réformes de l’éducation musicale, et fonde au Conservatoire les classes de musique de chambre, d’esthétique et d’histoire de la culture. Igoumnov a formé plusieurs pianistes de haut niveau, dont les plus célèbres sont Alexeï Stantchinski, Boris Berlin, Lev Oborine, Iakov Flier, Iakov Milstein, Bella Davidovitch, Naum Starkmann, Nikolaï Orlov, Maria Grinberg et beaucoup d’autres. Pour son grand travail le Prix Staline lui est décerné en 1946, et la même année il est nommé « Artiste du peuple de l'URSS ».
Son répertoire comporte des œuvres de différentes époques et genres, y compris les sonates de Ludwig van Beethoven, Frédéric Chopin et Franz Liszt, pièces de Robert Schumann, Deuxième concerto et Rhapsodie sur un thème de Paganini de Rachmaninov, mais il devient célèbre pour ses interprétations de Piotr Ilitch Tchaïkovski, dont il passe pour l’un des meilleurs interprètes. En 1910, il a enregistré six rouleaux pour le piano reproducteur de la firme Welte-Mignon.